# Paraíso das Águas
Paraíso das Águas is een gemeente in de Braziliaanse deelstaat Mato Grosso do Sul. De gemeente telt ap. 4.500 inwoners (schatting 2009).

## Aangrenzende gemeenten
De gemeente grenst aan Água Clara, Costa Rica en Chapadão do Sul.

## Verkeer en vervoer
De plaats ligt aan de radiale snelweg BR-060 tussen Brasilia en Bela Vista. Daarnaast ligt ze aan de weg MS-316.